# Bill Orton

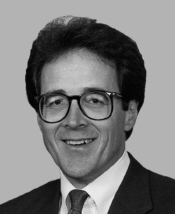
Bill Orton

William „Bill“ Orton (* 22. September 1948 in North Ogden, Weber County, Utah; † 18. April 2009 im Juab County, Utah) war ein US-amerikanischer Politiker.
Orton studierte an der Brigham Young University und erhielt dort 1973 seinen Bachelor of Science sowie 1979 seinen Juris Doctor. Danach wurde er noch im selben Jahr in die Anwaltschaft aufgenommen und praktizierte ab 1980 als Anwalt.
Orton wurde 1990 als Demokrat in den 102. Kongress gewählt und vertrat dort vom 3. Januar 1991 bis zum 3. Januar 1997 den Bundesstaat Utah im Repräsentantenhaus der Vereinigten Staaten. Bei den Wahlen zum 105. Kongress 1996 konnte er seinen Sitz nicht verteidigen und verlor ihn an den Republikaner Chris Cannon. Nach seinem Ausscheiden aus dem Kongress begann Orton wieder als Anwalt zu praktizieren. 2000 kandidierte er für das Amt des Gouverneurs von Utah. Er konnte sich jedoch nicht gegen den republikanischen Amtsinhaber Mike Leavitt durchsetzen.
Orton verunglückte am 18. April 2009 mit seinem Quad und erlag noch am Unfallort seinen Verletzungen. Er war verheiratet und hatte zwei Söhne. Seine Frau hatte er während seiner Amtszeit als Kongressabgeordneter kennengelernt.